# محمد شاهکار
محمد شاهکار (۱۲۸۷–۱۳۵۷) وکیل دادگستری و نماینده مجلس شورای ملی بود.

## زندگی
پدرش نورالله آل آقا سردفتر اسناد رسمی و از خانوادۀ آل آقا (نوادگان محمدباقر وحید بهبهانی) در کرمانشاه بود. محمد در سال ۱۳۱۱ از مدرسه سیاسی تهران فارغ‌التحصیل شد و از طرف دولت برای ادامه تحصیل به اروپا رفت.
محمد آل آقا پس از گرفتن دکترا در رشته حقوق از فرانسه و بازگشت به ایران در سال ۱۳۱۷ نام خانوادگی‌اش را به شاهکار تغییر داد و به استخدام دادگستری درآمد. مراتب قضائی را در سمت‌های دادیار، بازپرس، رئیس دادگاه جنحه و رئیس شعبه استیناف طی کرد. سپس از قضاوت کناره گرفت و به وکالت دادگستری پرداخت و یکی از برجسته‌ترین وکلای ایران شد.
پس از ۲۸ مرداد ۱۳۳۲ دو دوره نماینده تهران در مجلس شورای ملی شد، اما در اواخر دورۀ دوم مورد بغض دولت قرار گرفت و نتوانست کرسی نمایندگی خود را در دوره‌های بعد حفظ کند. در وکالت دادگستری نیز اهمیت سابق خود را از دست داد.